# Diecézní dům kardinála Trochty
Diecézní dům kardinála Trochty (ve zkratce DDKT) je budova v Litoměřicích v majetku litoměřického biskupství.

## Historie
V domě v dnešní Komenského ulici 4, postaveném v roce 1858, sídlil původně Diecézní ústav pro hluchoněmé (něm. Taubstummeninstitut), který v témže roce založil biskup Augustin Bartoloměj Hille. O ústav neslyšících pečovaly v letech 1910–1939 řádové sestry z rakouské provincie Milosrdných sester sv. Karla Boromejského. Byl určen především dětem německé národnosti. V roce 1925 získal objekt podobu, kterou si pak uchoval řadu desetiletí. Nad průčelím vchodu ve druhém patře budovy se nacházejí reliéfy, na nichž jsou vyobrazena řemesla a odbornosti, ve kterých byli hluchoněmí obyvatelé domu vyučováni. Po vypuknutí druhé světové války byla činnost institutu přerušena. Ústav byl definitivně zrušen v roce 1947.
V letech 1948 až 1950 byl v budově umístěn kněžský seminář litoměřické diecéze, po jeho zrušení ji pak využívala Československá armáda.
V roce 1953 se sem nastěhoval pražský kněžský seminář, tehdy už jediný v českých zemích, a Cyrilometodějská bohoslovecká fakulta. Přestože bohoslovecké fakultě byla propůjčena v roce 1966 do užívání budova litoměřického kapitulního proboštství, s přibývajícím počtem těch, kterým komunistický režim dovolil studovat teologii, se seminář potýkal s nedostatkem ubytovacích kapacit. Situaci zčásti vyřešila přístavba (tzv. Okál podle typu stavby), provedená díky finanční pomoci německých katolíků, zejména spolku Ackermann-Gemeinde. Ta umožnila snížit faktický počet seminaristů ubytovaných v původní části budovy, dimenzované pro 90 ubytovaných, z asi 200 na zhruba 160. V roce 1987 byla provedena oprava vnějšího pláště domu s výměnou oken, financovaná z vlastních zdrojů církve, zejména pak ze sbírek věřících v moravských diecézích.
Po návratu kněžského semináře do Prahy v roce 1990 sloužil dům jako teologický konvikt. Protože nebylo jasné, zda zde konvikt zůstane, neboť se uvažovalo o jeho přestěhování do Brna, prováděla se v objektu jen nejnutnější údržba. Na potřebnou generální rekonstrukci se nedostávalo finančních prostředků. S ohledem na stav budovy i její nedostatečnou využívanost vzhledem ke stále klesajícímu počtu studentů byl proto konvikt v roce 2002 přestěhován do Olomouce.

## Využití ve 21. století

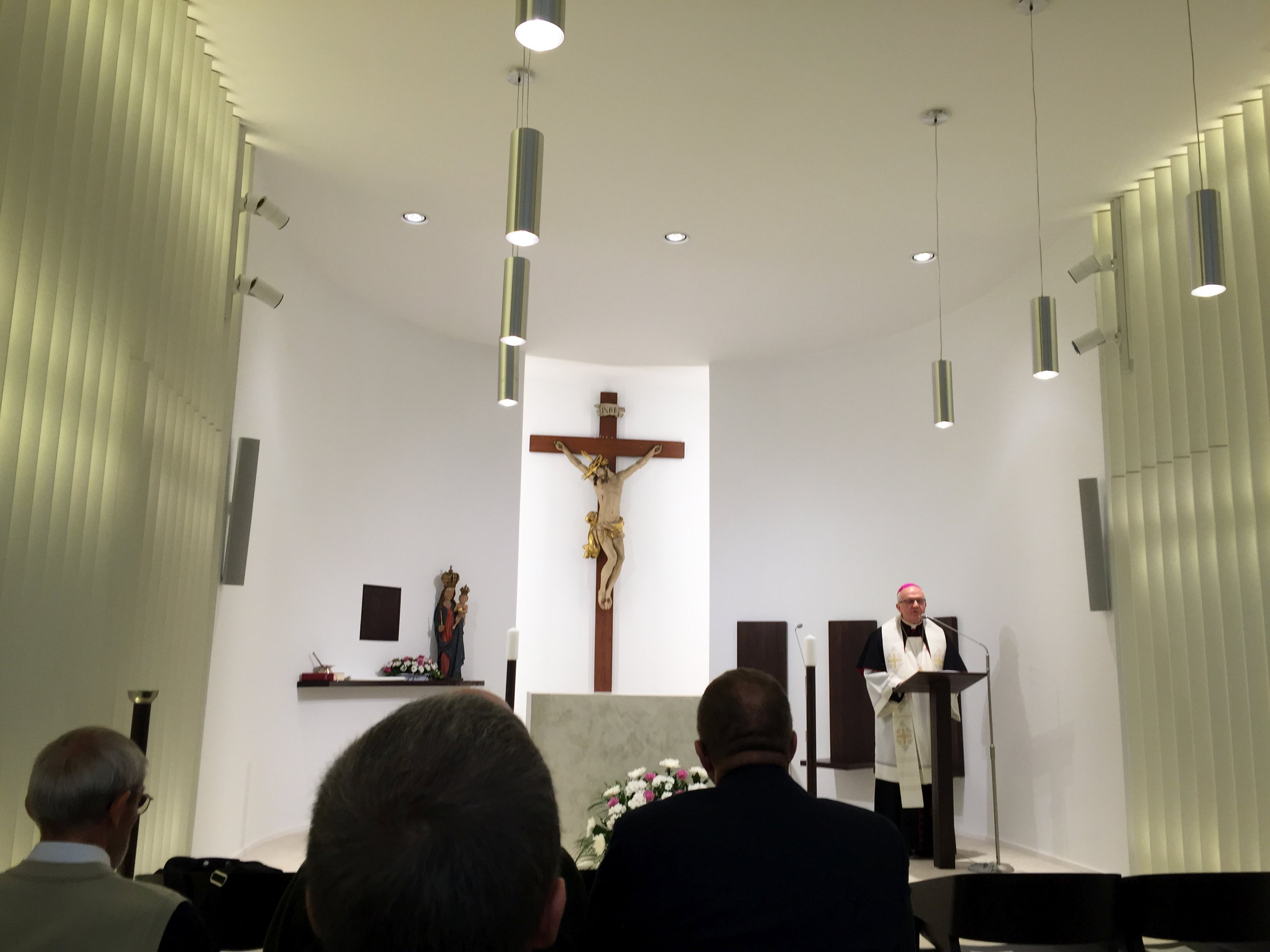
Biskup Jan Baxant žehná kapli v DDKT po rekonstrukci (13. října 2015)

Od 1. září 2002 vzniklo, z rozhodnutí biskupa Koukla, v objektu středisko pastoračních aktivit označované jako Diecézní dům kardinála Trochty (DDKT). Ubytovací kapacity slouží pro vícedenní setkání kněží i věřících, volné pokoje jsou nabízeny veřejnosti k dočasnému bydlení (například víkendové nebo prázdninové pobyty). K dispozici jsou čtyři učebny, tělocvična, hřiště, parkoviště, velká zahrada a dvě kaple – velká kaple Nejsvětějšího Srdce Páně (zrekonstruovaná v roce 2015) a zahradní Mariánská kaple. Jídelnu s kapacitou přes 100 osob lze využít i jako přednáškový sál. V domě se také nacházejí dvě diecézní centra litoměřické diecéze (pastorační centrum a centrum pro mládež). Od roku 2010 využívá volné ubytovací kapacity společnost s ručením omezeným, která zde provozuje hostel u sv. Štěpána a jejímž jediným společníkem je litoměřické biskupství. Od roku 2015 je v diecézním domě vybudován minipivovar a restaurace, které se provozují pod názvem Biskupský pivovar U sv. Štěpána.

## Ředitelé a představení domu
- 1859 Anton Demuth, ředitel Diecézního ústavu pro hluchoněmé (lat. Institutus surdomutorum), n. 8. 4. 1828 Jablonensis, † 1. 10. 1891
- 1892 vacat
- 1893 Karel Kotler (Car. Kotler), ředitel, n. 8. 8. 1858 Turnau, o. 3. 6. 1883, † 13. 7. 1918[6]
- 1911 Jan Váchal (Johann Váchal), ředitel, n. 23. 3. 1857 Krastavice, o. 20. 7. 1884, † 15. 11. 1917
- 1918 vacat
- 1919 – 1945 Jan Otto (Joann. Otto),[7] ředitel, 4. 5. 1885 Rumburg, o. 11. 7. 1909, † 1. 6. 1952[8]
- 1950 – 1953 František Rabas, rektor kněžského semináře
- 1960 – 1966 Jan Peprla, rektor
- 1966 – 1974 Josef Poul, rektor
- 1974 – 1982 Václav Červinka, rektor
- 1982 – 1986 Antonín Doležal, rektor
- 1986 – 1990 Vojtěch Cikrle, rektor
- 1990 – 2002 František Koutný, rektor Teologického konviktu
- 2002 – 2002 Alois Kubišta, správce DDKT v období povodní 2002
- 2002 – 2003 Martin Davídek, ředitel DDKT
- 2003 – 2011 Jan Jaczenko, ředitel DDKT
- 2011 – 2018 Richard Kirbs, provozní vedoucí DDKT[9]
- od 2019 Yvona Jakoubková, ředitelka DDKT[10]

## Okolní objekty
- Pokratický potok
- Střední pedagogická škola Johana Heinricha Pestalozziho Litoměřice
- Kulturní dům Litoměřice